# Bengt Eklund
Pour les articles homonymes, voir Eklund.
Bengt (Gunnar) Eklund est un acteur suédois, né le 18 janvier 1925 à Stockholm, ville où il est mort le 19 janvier 1998.

## Biographie
De 1944 à 1947, Bengt Eklund étudie à la Dramatens elevskola, l'école du théâtre dramatique royal de Stockholm (Kungliga Dramatiska Teatern en suédois, abrégé Dramaten). Dès ces années d'études, il joue au Dramaten — la première fois en 1945 —, notamment dans La Nuit des rois de William Shakespeare (1946, avec Viveca Lindfors et Stig Olin).
Par la suite, toujours au Dramaten, il interprète entre autres Les Mains sales de Jean-Paul Sartre (1949, avec Anita Björk), La Marque du poète d'Eugene O'Neill (création mondiale, 1957, avec Inga Tidblad et Lars Hanson), Becket ou l'Honneur de Dieu de Jean Anouilh (1963, avec Erland Josephson), La Cerisaie d'Anton Tchekhov (1967, avec Mona Malm et Gunn Wållgren), ou encore Les Revenants d'Henrik Ibsen (sa dernière pièce au Dramaten, 1969, avec Inga Tidblad).
Au cinéma, il contribue à quarante-deux films suédois sortis entre 1946 et 1990. Six d'entre eux sont réalisés par Ingmar Bergman, dont Musique dans les ténèbres (1948, avec Mai Zetterling et Birger Malmsten), La Honte (1968, avec Liv Ullmann et Max von Sydow) et Face à face (1976, avec Liv Ullmann et Erland Josephson).
Pour la télévision, Bengt Eklund apparaît dans six séries disséminées de 1962 à 1979, dont Les Enfants de l'archipel (dix épisodes, 1964).
Il collabore également à huit téléfilms de 1958 à 1974, dont Hughie de Bengt Ekerot (1958, pièce d'Eugene O'Neill téléfilmée au Dramaten la même année, mise en scène par le réalisateur, avec Allan Edwall dans le rôle-titre).

## Théâtre au Dramaten (sélection)
- 1945 : Sanningens pärla de Zacharias Topelius, mise en scène de Göran Gentele : le tailleur
- 1945 : Robin des Bois (Robin Hood) d'Owen Davis, mise en scène de Göran Gentele : David de Doncaster
- 1946 : La Nuit des rois, ou Ce que vous voudrez (Trettondagsafton) de William Shakespeare, mise en scène d'Alf Sjöberg : le deuxième huissier
- 1946 : La Cerisaie (Körsbärsträdgården) d'Anton Tchekhov : un vagabond
- 1946 : Homme et Surhomme (Mannen och hans överman) de George Bernard Shaw, mise en scène de Göran Gentele : Straker
- 1947 : Richard III de William Shakespeare, mise en scène d'Alf Sjöberg : Ratcliff / le premier meurtrier
- 1947 : Le Condamné à mort (Den dödsdömde) de Stig Dagerman, mise en scène d'Alf Sjöberg : le premier journaliste
- 1948 : La Pierre philosophale (De vises sten) de Pär Lagerkvist, mise en scène d'Alf Sjöberg : « Sanglier de la nuit », noble perverti
- 1948 : La Sauvage (En vildfågel) de Jean Anouilh : Gosta
- 1948 : Jeanne de Lorraine (Johanna från Lothringen) de Maxwell Anderson, costumes de Marik Vos-Lundh : Noble, un acteur
- 1948 : La Femme de ta jeunesse (Din ungdoms hustru) de Jacques Deval : Maurice Vouille
- 1949 : Les Mains sales (Smutsiga händer) de Jean-Paul Sartre : Georges
- 1949 : La Belle Marinière (Bröllopet på Seine) de Marcel Achard, mise en scène de Mimi Pollak : Valentin
- 1956 : Sällskapslek d'Erland Josephson : Karlsson
- 1956 : Ornifle ou le Courant d'air (Ornifle) de Jean Anouilh, mise en scène de Mimi Pollak, décors et costumes de Marik Vos-Lundh : Machetu
- 1956 : La Reine et les Insurgés (Drottningen och rebellerna) d'Ugo Betti : Raimondo
- 1957 : La Marque du poète (Ett stycke poet) d'Eugene O'Neill (création mondiale) : Jamie Cregan
- 1957 : La Sorcière de l'Atlas (Häxan i Atlasbergen) de George Bernard Shaw, mise en scène de Mimi Pollak, décors et costumes de Marik Vos-Lundh : le capitaine Brassbound
- 1958 : Hughie d'Eugene O'Neill, mise en scène de Bengt Ekerot, décors de Marik Vos-Lundh : Erie Smith
- 1958 : Mesure pour mesure (Lika för lika) de William Shakespeare, mise en scène d'Alf Sjöberg : Lucio
- 1959 : Rosmersholm d'Henrik Ibsen, mise en scène d'Alf Sjöberg, décors et costumes de Marik Vos-Lundh : Peter Mårtensgård
- 1960 : Hamlet de William Shakespeare, mise en scène d'Alf Sjöberg : Claudius
- 1960 : À Damas, 1re partie (Till Damaskus, Del I) d'August Strindberg : Värden
- 1960 : Les Séquestrés d'Altona (Fångarna i Altona) de Jean-Paul Sartre, mise en scène d'Alf Sjöberg : Werner
- 1960 : Christina d'August Strindberg, décors et costumes de Marik Vos-Lundh : Carl Gustaf
- 1961 : L'Homme qui vivait sa vie (Han som fick leva om sitt liv) de Pär Lagerkvist : un prisonnier
- 1962 : Le Marchand de Venise (Köpmannen i Venedig) de William Shakespeare, mise en scène d'Alf Sjöberg : le prince d'Aragon
- 1963 : Becket ou l'Honneur de Dieu (Becket) de Jean Anouilh, décors et costumes de Marik Vos-Lundh : le roi Henri II
- 1963 : Söndagspromenaden de Lars Forssell, décors et costumes de Marik Vos-Lundh : Justus Coriander
- 1963 : Schweyk dans la Deuxième Guerre mondiale (Svejk i andra världskriget) de Bertolt Brecht, mise en scène d'Alf Sjöberg : Bullinger / un aumônier
- 1964 : Roméo et Juliette (Romeo och Julia) de William Shakespeare, mise en scène d'Ulf Palme : un apothicaire
- 1964 : La Célestine (Celestina) de Fernando de Rojas, mise en scène de Mimi Pollak : Centurio
- 1964 : Galenpannen de Lars Forssell, mise en scène de Bengt Ekerot, décors et costumes de Marik Vos-Lundh : Von Essen
- 1965 : Blues for Mr. Charlie de James Baldwin, mise en scène d'Ulf Palme : Lyle Britten
- 1965 : Mère Courage et ses enfants (Mutter Courage) de Bertolt Brecht, mise en scène et décors d'Alf Sjöberg : Fältherren
- 1966 : L'Instruction (Rannsakningen) de Peter Weiss, mise en scène d'Ingmar Bergman : Klehr
- 1966 : Å vilken härlig fred de Tage Danielsson et Hans Alfredson, mise en scène de ce dernier : un collaborateur
- 1967 : La Cerisaie (Körsbärsträdgården) d'Anton Tchekhov, décors et costumes de Marik Vos-Lundh : Sémion Pantéléïevitch Epikhodov
- 1968 : La Puce à l'oreille (Leva Loppan) de Georges Feydeau, mise en scène de Mimi Pollak : Augustin Ferraillon
- 1968 : Le Malade imaginaire (Den inbillningssjuke) de Molière : Monsieur Diafoirus
- 1969 : Les Revenants (Gengångare) d'Henrik Ibsen : le menuisier Engstrand

## Filmographie partielle

### Cinéma
- 1947 : Rallare d'Arne Mattsson : Amos Forslund
- 1948 : Musique dans les ténèbres (Musik i mörker) d'Ingmar Bergman : Ebbe
- 1948 : Nu börjar livet de Gustaf Molander : John Berg
- 1948 : Ville portuaire (Hamnstad) d'Ingmar Bergman : Gösta
- 1949 : La Fontaine d'Aréthuse (Törst) d'Ingmar Bergman : Raoul
- 1950 : Kyssen på kryssen d'Arne Mattsson : un acteur
- 1951 : Bärande hav d'Arne Mattsson : Palm
- 1953 : Un été avec Monika (Sommaren med Monika) d'Ingmar Bergman : un homme à l'entrepôt de légumes
- 1954 : Herr Arnes penningar de Gustaf Molander : Sir Reginald
- 1955 : Mord, lilla vän de Stig Olin : Pierre Olovsson
- 1958 : Mademoiselle Avril (Fröken April) de Göran Gentele : Hink
- 1959 : Brott i Paradiset de Lars-Eric Kjellgren : Tge Skoglund
- 1961 : Stöten d'Hasse Ekman : le croupier
- 1962 : Le Mannequin de cire (Vaxdöckan) d'Arne Mattsson : Håkansson
- 1964 : La Petite Fille, le Chien et le Phoque (Tjorven, Båtsman och Moses) d'Olle Hellbom : Nisse Grankvist
- 1965 : Tjorven et la Skrållan (Tjorven och Skrållan) d'Olle Hellbom : Nisse Grankvist
- 1966 : Tjorven och Mysak d'Olle Hellbom : Nisse Grankvist
- 1967 : Skrållan, Ruskprick och Knorrhane d'Olle Hellbom : Nisse Grankvist
- 1968 : La Honte (Skammen) d'Ingmar Bergman : un garde au camp de Jacobi
- 1976 : Face à face (Ansikte mot ansikte) d'Ingmar Bergman : Ludde

### Télévision
- 1958 : Hughie, téléfilm de Bengt Ekerot : Erie Smith
- 1959 : Stängda dörrar, téléfilm d'Alf Sjöberg : le serveur
- 1964 : Les Enfants de l'archipel (Vi på Saltkråkan), série d'Olle Hellbom, 10 épisodes : Nisse Grankvist